# القوات المسلحة الأمريكية
القوات المسلحة للولايات المتحدة الأمريكية (بالإنجليزية: United States Armed Forces) هي القوات العسكرية للولايات المتحدة الأمريكية، وتأسَّست مُنذ أن أعلنت الولايات المتحدة استقلالها عام 1776م. وتتألَّف من ستة فروع خدمية هي: القوات البرية، ومشاة البحرية، والقوات البحرية، والقوات الجوية، والقوات الفضائية، وخفر السواحل. جميع القوات المسلحة الست هي من بين القوات النظامية الثمانية للولايات المتحدة، إلى جانب هيئة ضباط الخدمة الصحية العامة الأمريكية وهيئة ضباط الإدارة الوطنية للمحيطات والغلاف الجوي.
رئيس الولايات المتحدة هو القائد الأعلى للقوات المسلحة وهو من يقوم بصياغة السياسة العسكرية بالتعاون مع وزارة الدفاع (DoD) ووزارة الأمن الداخلي (DHS)، وكلاهما يعتبر من الوزارات التنفيذية الفيدرالية للولايات المتحدة، ويعملان كأجهزة رئيسية يتمُّ من خلالهما تنفيذ السياسة العسكرية.
لعبت القوات المسلحة الأمريكية دورًا حاسمًا في تاريخ الولايات المتحدة منذ نشأتها خلال الحرب الثورية الأمريكية. ساعدت في تكوين شعور بالوحدة الوطنية والهوية من خلال الانتصارات في الحرب البربرية الأولى والحرب البربرية الثانية، ولعبت دورًا حاسمًا في الحرب الأهلية الأمريكية، ما منع الولايات الكونفدرالية من الانفصال عن الجمهورية. أنشأ قانون الأمن القومي لعام 1947 - الذي تمَّ تبنِّيه بعد الحرب العالمية الثانية - الهيكل العسكري الأمريكي الحديث. أنشأ القانون المؤسسة العسكرية الوطنية برئاسة وزير الدفاع؛ وأنشأ القوات الجوية الأمريكية ومجلس الأمن القومي. جرى تعديله في عام 1949، وأعيد تسمية المؤسسة العسكرية الوطنية كوزارة الدفاع، ودُمجت وزارة الجيش على مستوى مجلس الوزراء ووزارة البحرية ووزارة القوات الجوية ضمن وزارة الدفاع.
القوات المسلَّحة الأمريكية هي واحدة من أكبر القوات العسكرية من حيث الأفراد. يستمدون جنودهم من مجموعة كبيرة من المتطوعين المأجورين. على الرغم من اتباع التجنيد الإجباري في الماضي، إلَّا أنَّه لم يعد يُستخدم مُنذ عام 1973. يحتفظ نظام الخدمة الانتقائية بالقدرة على تجنيد الذكور، ويتطلَّب من جميع المواطنين الذكور والمقيمين في الولايات المتحدة الذين تتراوح أعمارهم بين 18 و25 عامًا التسجيل في الخدمات.
تعتبر القوات المسلحة الأمريكية أقوى جيش في العالم، بلغت الميزانية العسكرية للولايات المتحدة 916 مليار دولار أمريكي في عام 2023، وهي الأعلى في العالم ويمثل ذلك 37٪ من الإنفاق العسكري في العالم. تمتلك القوات المسلحة الأمريكية قدرات كبيرة في مجالي الدفاع وفرض القوة نظرًا لميزانيتها الكبيرة، ما أدَّى إلى تقنيات متقدمة وقوية تتيح نشر القوة على نطاق واسع في جميع أنحاء العالم، متضمنةً نحو 800 قاعدة عسكرية خارج الولايات المتحدة. القوات الجوية الأمريكية هي أكبر قوة جوية في العالم، والبحرية الأمريكية هي أكبر قوة بحرية في العالم من حيث الحمولة، والبحرية الأمريكية وقوات مشاة البحرية الأمريكية مجتمعة هي ثاني أكبر ذراع جوي في العالم. من حيث الحجم، فإنَّ خفر السواحل الأمريكي هو ثاني أكبر قوة بحرية في العالم. اعتبارًا من السنة المالية 2019، تمتلك الولايات المتحدة نحو 14061 طائرة في مخزونها العسكري. قوة الفضاء الأمريكية هي القوة الفضائية الأولى في العالم، والقوة المستقلة الوحيدة اعتبارًا من عام 2021.

## الهيكل التنظيمي
تُؤسس القيادة الرئاسية للقوات المسلحة الأمريكية بموجب المادة الثانية من الدستور، حيث يُسمى الرئيس باسم «القائد الأعلى للجيش والبحرية للولايات المتحدة، ومليشيات الولايات المختلفة، عند استدعائه للخدمة الفعلية للولايات المتحدة». تنقسم القوات المسلحة الأمريكية بين إدارتين وزاريتين، إذ تعمل وزارة الدفاع الأمريكية كوزارة أولية لمجلس الوزراء للشؤون العسكرية ووزارة الأمن الداخلي مسؤولة عن إدارة خفر سواحل الولايات المتحدة.
ينبثق التسلسل القيادي العسكري من رئيس الولايات المتحدة إلى وزير الدفاع (للخدمات التابعة لوزارة الدفاع) أو وزير الأمن الداخلي (للخدمات التابعة لوزارة الأمن الداخلي)، ما يضمن السيطرة المدنية على الجيش. داخل وزارة الدفاع، تُعتبر الإدارات العسكرية، ووزارة الجيش، ووزارة البحرية الأمريكية، ووزارة القوات الجوية كيانات يقودها مدنيون تُشرِف على فروع الخدمة العسكرية المتساوية المنظمة داخلها. الإدارات والخدمات العسكرية مسؤولة عن تنظيم وتدريب وتجهيز القوات، مع تسلسل القيادة الفعلي الذي ينبثق من خلال القيادة المقاتلة الموحدة.
إن هيئة الأركان المشتركة، رغم أنها خارج التسلسل القيادي العملياتي، هي أعلى هيئة عسكرية في القوات المسلحة للولايات المتحدة. يقودها رئيس هيئة الأركان المشتركة، وهو القائد العسكري للقوات المسلحة والمستشار الرئيسي للرئيس ووزير الدفاع في الشؤون العسكرية. نائبهما هو نائب رئيس هيئة الأركان المشتركة. ومن بين الأعضاء الآخرين رئيس أركان الجيش، وقائد سلاح مشاة البحرية، ورئيس العمليات البحرية، ورئيس أركان القوات الجوية، ورئيس العمليات الفضائية، ورئيس مكتب الحرس الوطني. قائد خفر السواحل ليس عضوًا رسميًا في هيئة الأركان المشتركة، ولكنه يحضر أحيانًا الاجتماعات بصفته أحد رؤساء الخدمة العسكرية. كبير المستشارين المجندين لرئيس مجلس الإدارة هو أكبر عضو مجند في القوات المسلحة للولايات المتحدة.
قيادة القوات المسلحة، لكي تضم رئيس الولايات المتحدة، فإن وزير الدفاع، ووزير الأمن الداخلي، ورئيس هيئة الأركان المشتركة هم أعضاء في مجلس الأمن القومي للولايات المتحدة الذي يقدم المشورة للرئيس بشأن الأمن القومي والعسكري ومسائل السياسة الخارجية. قد يكون مستشار الأمن القومي ونائب مستشار الأمن القومي أيضًا أعضاء في القوات المسلحة للولايات المتحدة. تضم لجنة نواب مجلس الأمن القومي أيضًا نائب وزير الدفاع ونائب وزير الأمن الداخلي ونائب رئيس هيئة الأركان المشتركة. يضم مجلس الأمن الداخلي للولايات المتحدة، الذي يقدم المشورة للرئيس بشأن الأمن الداخلي، رئيس الولايات المتحدة، ووزير الدفاع، ووزير الأمن الداخلي، ورئيس هيئة الأركان المشتركة. قد يكون مستشار الأمن الداخلي أيضًا عضوًا في القوات المسلحة. تضم القيادة العسكرية وزير الدفاع، ووزير الأمن الداخلي للولايات المتحدة، ورئيس هيئة الأركان المشتركة هم أيضًا أعضاء في مجلس الفضاء الوطني.

## تاريخ
تعتبر الولايات المتحدة الأمريكية إحدى القوى الدولية التي تسيطر على العالم، حيث يعتبر الجيش الأمريكيّ من أقوى جيوش العالم ويحتل المرتبة الثانية عالميّاً من حيث تعداد الجيش بعد الجيش الصيني، تأسس الجيش الأمريكيّ عام 1776، ويترأس الجيش حالياً الرئيس الأمريكيّ الحالي، ما عدا خفر السواحل الذي تشرف عليه وزارة الأمن الداخلي.
وتتكون القوات المسلحة الأمريكية من ستة فروع أساسية وهي القوات البرية، والقوات البحرية، والقوات الجوية، وقوات مشاة البحرية، وحرس السواحل الأمريكيّ، بالإضافة إلي القوات الفضائية وكل عنصر من عناصر الجيش يحتوي على عدد لا بأس به من الأفراد. يبلغ عدد أفراد القوات المسلحة الأمريكية 2.2 مليون فرد ويبلغ عدد أفراد الاحتياط منهم 850 ألف فرد، يتوزعون بالشكل التالي:
- القوات البرية: هي من أهم وأكبر فروع الجيش الأمريكيّ، وهي المسؤولة عن العمليات البرية العسكرية، ويرجع أصول تأسيس هذه القوات إلى عام 1775 حيث كانت تتبع للجيش القاري قبل تأسيس الولايات المتحدة الأمريكية. ويبلغ عدد أفراد القوات البرية 1,097,050 فرداً، منهم 539,675 فرداً في الجيش النظامي و360,351 جدياً في الحرس الوطني، ويبلغ الاحتياطي منهم 197,024 فرداً.
- القوات البحرية: وهي القوات المسؤولة عن العمليات البحرية، وهي أكبر بحرية في العالم قوة وعتاداً، ويبلغ عدد أفراد القوات البحرية ثلاثمئة وأربعين ألف موظّف ويبلغ احتياطي البحرية مئة وثمانية وعشرين ألف موظف، وتضم هذه القوات البحرية 278 سفينة وأربعة آلاف طائرة تنطلق من البوارج البحرية، وتتميز هذه القوات بالطائرات التي تهبط على سطح الحاملات. وتضم القوات البحرية الغوّاصات، والتي من مهامها الأساسية المراقبة والتجسس والقيام بالعمليات الخاصة، وكذلك السيطرة على مياه المحيطات وفي العمليات القتالية، ويبلغ عددها 41 غواصة بالستية و42 غواصة هجومية.
- القوات الجوية: تأسست القوات الجوية الأمريكية عام 1947 وتضم 11,328 فرداً، منهم 106,000 فرد في السلاح الوطني، وتمتلك هذه القوات من الأسلحة 450 صاروخاً عابراً للقارات، و2130 صاروخ كروز، و4093 طائرة خادمة، و156 عربة جاهزة، وطائرات ف16.
- قوات المشاة البحرية: وتلقب هذه القوات بقوات المارينز، وتضم تحت الخدمة 190ألف جندي، و40 ألف جندي ضمن القوات الاحتياطية، وتقع قيادة قوات المارينز في منطقة أرلينغتون في فرجينيا، ومن أبرز مهام المارينز أنه الرديف لسلاح البحرية خلال وقت الأزمات من خلال القيام بالاقتحام الساحلي، وحراسة القواعد البحرية، والعمل بحرية خلال المداهمات التي تقوم بها في البر والجو والبحر، وتوصيل المعدات والمعونات لسلاح البحرية عند الطلب.

## الأقسام
- التقارير الديموغرافية لعدد أفراد القوة الأساسية لشهر فبراير 2018. وعدد أفراد القوات الاحتياطية.[30][31][32][33][34]

| الفرع                            | الجيش     | المجندين  | الضباط  | رجل       | امرأة   | مدني    |
| القوات البرية للولايات المتحدة   | 471,513   | 376,206   | 90,785  | 465,784   | 69,345  | 299,644 |
| قوات مشاة بحرية الولايات المتحدة | 184,427   | 163,092   | 21,335  | 181,845   | 15,551  | 20,484  |
| بحرية الولايات المتحدة           | 325,802   | 267,286   | 54,114  | 265,852   | 62,168  | 179,293 |
| القوات الجوية الأمريكية          | 323,222   | 258,015   | 61,144  | 270,462   | 50,750  | 174,754 |
| القوة الفضائية للولايات المتحدة  | 88        | 1         | 87      |           |         |         |
| حرس السواحل الأمريكي             | 42,042    | 32,782    | 8,239   |           |         |         |
| المجموع الكلي النشط              | 1,347,106 | 1,137,916 | 236,826 | 1,219,510 | 210,485 | 681,232 |
| الحرس الوطني العسكري             | 336,879   | 291,865   | 45,014  |           |         |         |
| القوات البرية الإحتياطية         | 190,699   | 153,064   | 37,635  |           |         |         |
| قوات مشاة بحرية الإحتياطية       | 38,473    | 34,079    | 4,394   |           |         |         |
| قوات البحرية الإحتياطية          | 57,650    | 43,596    | 14,054  |           |         |         |
| الحرس الوطني الجوي               | 106,549   | 91,274    | 15,275  |           |         |         |
| القوات الجوية الإحتياطية         | 68,216    | 54,658    | 13,558  |           |         |         |
| حرس السواحل الإحتياطي            | 6,142     | 5,086     | 1,056   |           |         |         |
| مجموع الاحتياطي                  | 807,562   | 673,622   | 130,986 |           |         |         |
| موظفين آخرين في وزارة الدفاع     |           |           |         |           |         | 108,833 |

## مناورات تدريبية
تشارك القوات المسلحة الأمريكية بفروعها المختلفة في العديد من المناورات العسكرية التدريبية لرفع مستوى الإستعداد القتالي وكفاءة القوات وحماية مصالحها في المناطق المختلفة ومنها:
- مناورات أسد الصحراء
- مناورات الأسد الإفريقي
- مناورات الأسد المتأهب
- مناورات الأفعى الحديدية
- مناورات الاتحاد البحري
- مناورات التمساح الجرئ
- مناورات التنين المزدوج
- مناورات الحافة البارزة
- مناورات الحل الرئيسي
- مناورات الدرع الباسل
- مناورات مليبار
- مناورات نبض الصيف
- مناورات نسر الأناضول
- مناورات نسيم البحر (أوكرانيا - أمريكا)
- مناورات الرد الفوري
- مناورات الرعد ماكس
- مناورات الرمح السريع
- مناورات السيف المشحوذ
- مناورات الصداقة (السعودية - أمريكا)
- مناورات العلم الأحمر
- مناورات العنقاء السريعة
- مناورات القائد المتحمس
- مناورات القبضة الحديدية (أمريكا - اليابان)
- مناورات الكوبرا الذهبية
- مناورات فرخ النسر
- مناورات فلينتلوك
- مناورات كوبرا العرعر
- مناورات المحارب المشترك
- مناورات النجم الساطع
- مناورات النسر الشمالي
- مناورات النسر الملكي
- مناورات بالتوبس
- مناورات بيتش بلاك
- مناورات تحية نسر
- مناورات حارس الحرية
- مناورات حرب العنقاء
- مناورات حلبة النسر
- مناورات ريمباك
- مناورات صقر الصحراء
- مناورات عروس البحر الآمنة

وتستخدم القوات الأمريكية خلال تدريباتها نظام الاشتباك بالليزر المتعدد والمتكامل أو «ميلز» الذي يحاكي بيئة أنشطة المعارك الحقيقية ولكن دون خطر على المشاركين باستخدام أنظمة ليزر متطورة.

## اقرأ أيضا
- قيادة الطيران والصواريخ بجيش الولايات المتحدة